# Nordkaukasiske føderale distrikt
Nordkaukasiske føderale distrikt (russisk: Северо-Кавказский федеральный округ) er et af de ni føderale distrikter i Rusland. Det er beliggende i det sydvestlige Rusland, i det nordlige Kaukasus. Det føderale distrikt blev skilt ud fra det Sydlige føderale distrikt den 19. januar 2010.
Befolkningen i det føderale distrikt var 9.428.826 i henhold til 2010 folketælling,, distriktets areal er 170.700 km2.
Den nuværende leder af distriktet er Sergei Melikov.

## Demografi
Etniske russere udgør mindre end en tredjedel af den samlede befolkning på 2.854.040 (30,26%) i henhold til folketællingen i 2010, og er koncentreret i Stavropol kraj. Et varieret udvalg af etniske grupper, hvoraf de fleste er muslimer, udgør resten, og det nordlige Kaukasus Federal District er Ruslands eneste distrikt med muslimsk flertal.

### Føderale enheder
| North Caucasian Federal District | North Caucasian Federal District | North Caucasian Federal District    | North Caucasian Federal District |                              |                                 |                                 |
| #                                | Flag                             | Føderal enhed                       | Areal i km2.                     | Befolkning folketælling 2010 | Befolkning 1. jan. 2012 estimat | Hovedstad/administrativt center |
| -------------------------------- | -------------------------------- | ----------------------------------- | -------------------------------- | ---------------------------- | ------------------------------- | ------------------------------- |
| 1                                |                                  | Republikken Dagestan                | 50.300                           | 2.910.249                    | 2.931.291                       | Makhachkala                     |
| 2                                |                                  | Republikken Ingusjien               | 3.750                            | 412.520                      | 429.458                         | Magas                           |
| 3                                |                                  | Republikken Kabardino-Balkarien     | 12.500                           | 859.939                      | 859.149                         | Naltsjik                        |
| 4                                |                                  | Republikken Karatjajevo-Tjerkessien | 14.100                           | 477.859                      | 474.787                         | Tsjerkessk                      |
| 5                                |                                  | Republikken Nordossetien–Alania     | 8.000                            | 712.980                      | 709.398                         | Vladikavkaz                     |
| 6                                |                                  | Stavropol kraj                      | 66.500                           | 2.786.281                    | 2.786.727                       | Stavropol                       |
| 7                                |                                  | Republikken Tjetjenien              | 12,300                           | 1,268,989                    | 1,303,423                       | Grosnyj                         |